# Ponte Baishazhou
Il ponte di Baishazhou (in cinese: 武汉白沙洲长江大桥), chiamato anche Terzo ponte di Wuhan, è un ponte strallato ad uso stradale che attraversa il fiume Azzurro all'altezza di Wuhan, metropoli cinese dell'Hubei. I due nomi del ponte derivano dalla piccola isola fluviale che si trova sottostante (Baisha Zhou (白沙洲), ovvero isola dalla sabbia bianca) e dal fatto che è stato il terzo ponte ad essere completato nella città.

## Descrizione
Si tratta di un ponte strallato ad uso stradale situato a 6.8 km a monte rispetto al Primo ponte, che collega i quartieri di Wuchang e Hanyang. Lungo in totale 3856 metri, il ponte presenta nella sua parte centrale 5 campate lunghe rispettivamente 50, 180, 618, 180 e 50 metri ed è attraversato dalla terza strada circolare di Wuhan. Costruito in 39 mesi tra il maggio 1997 e il settembre 2000 e costato 1,1 milioni di Yuan (circa 380 milioni di dollari), al momento della sua apertura era uno dei ponti strallati con la maggiore luce al mondo. La velocità massima consentita sul ponte è di 80 km/h. L'apertura del ponte ha beneficiato sul traffico e sull'economia della regione.